# Susi Good
Susi Good (* 27. März 1966 in Mels, Schweiz) ist eine Schweizer Sportkletterin. Sie gewann die ersten beiden ausgetragenen Kletterweltmeisterschaften 1991 und 1993 in der Disziplin Lead.

## Karriere
Good fing mit 17 Jahren an zu klettern. Sie kletterte damals nur draussen am Fels, bis der damalige deutsche Nationaltrainer Wolfgang Kraus sie entdeckte und dazu aufforderte, an einem Wettkampf teilzunehmen. An ihrem ersten Weltcup in Wien 1991 erreichte sie bereits den Halbfinal. An ihrem zweiten Weltcup in Clusone wurde sie Erste. Im selben Jahr gewann sie die erste ausgetragene Weltmeisterschaft in Frankfurt. 1992 wurde sie Europameisterin. 1993 wurde sie erneut Weltmeisterin und gewann zudem das Rockmaster in Arco.
Ende 1993 trat sie vom Wettkampfklettern zurück.